# Lindmania candelabriformis
Espèce
Classification phylogénétique
Lindmania candelabriformis est une espèce de plante de la famille des Bromeliaceae, endémique du Venezuela.